# Lost Saga
Lost Saga est un jeu vidéo de combat 3D gratuit développé par IO Entertainment. 
Sur le marché nord-américain, Lost Saga a été lancé à l'origine en 2009, hébergé par OGPlanet et jouable sur Microsoft Windows via un client autonome. Le serveur a été transféré sur WeMade USA en 2013, qui l'a ensuite transféré à Z8Games au cours de la même année. Z8Games avait finalement lancer Lost Saga sur Steam, à partir du 27 novembre 2014 chaque version du jeu étant identique l'une à l'autre.
Le 19 septembre 2019, le serveur nord-américain de Lost Saga a été fermé dans son intégralité par Z8Games, sans préavis définitif sur son retour ou non. Cependant, en février 2021, Papaya Play a annoncé un re-lancement du jeu sur le territoire nord-américain. La société est désormais l'hôte actuel du serveur nord-américain de Lost Saga, actuellement en version bêta fermée.